# 珀魯鎮區 (愛荷華州迪比克縣)
珀魯鎮區（英語：Peru Township）是位於美國愛荷華州迪比克縣的一個行政鎮區。

## 地方資料
根據2010年美國人口普查的數據，珀魯鎮區的面積為74.09平方千米，當中陸地面積為64.75平方千米，而水域面積為9.34平方千米。當地共有人口1575人，而人口密度為每平方千米21.26人。